# Naučná stezka Příroda za rohem Rohova
Naučná stezka Příroda za rohem Rohova je naučná stezka mezi vesnicemi Rohov a Sudice v okrese Opava v Moravskoslezském kraji. Nachází se také u česko-polské státní hranice v mezoregionu Opavská pahorkatina a v Horním Slezsku.

## Historie a popis
Naučná stezka byla postavena v roce 2018 a má 8 zastavení s informačními panely a lavičkami. Naučná stezka začíná v Rohově na Slezské ulici a končí v Sudicích u silnice/ulice Hlavní. Z rohova a Sudic vedou krátké přímé úseky o délkách cca 610 a 870 m k okružní části stezky. Okružní úsek stezky má délku 4,2 km. Celková délka trasy v terénu je cca 5,7 km. U Sudic vede stezka kolem pomníku Československých tankistů. Je také součástí delší česko-polské naučné stezky Rohov – Sudice – Krzanowice, která vede přes hraniční přechod Krzanowice-Rohov.

## Další informace
Stezka je celoročně volně přístupná a částečně se prolíná s cyklistickou trasou 6055.

## Galerie

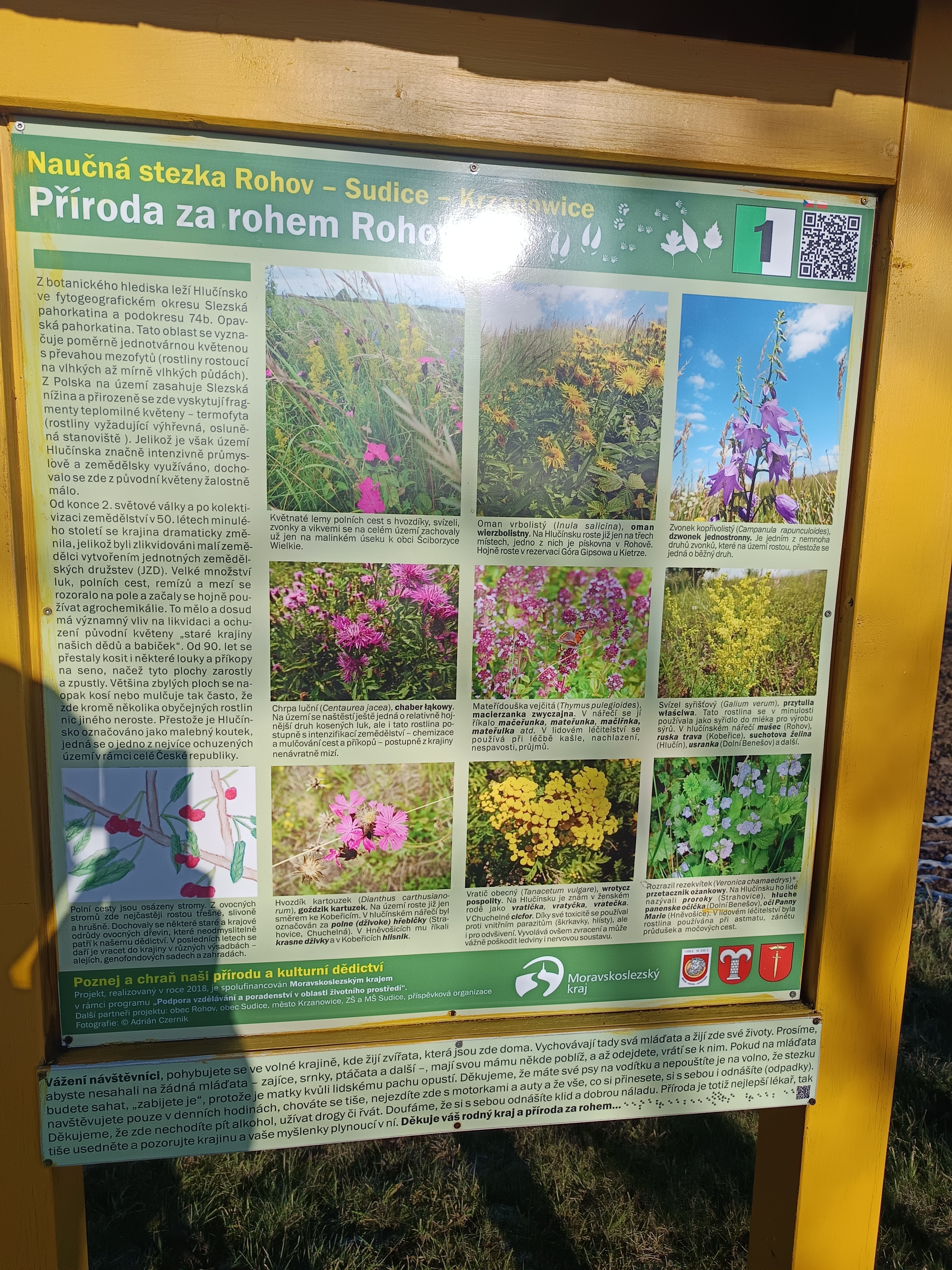
1. zastavení
3. zastavení
4. zastavení
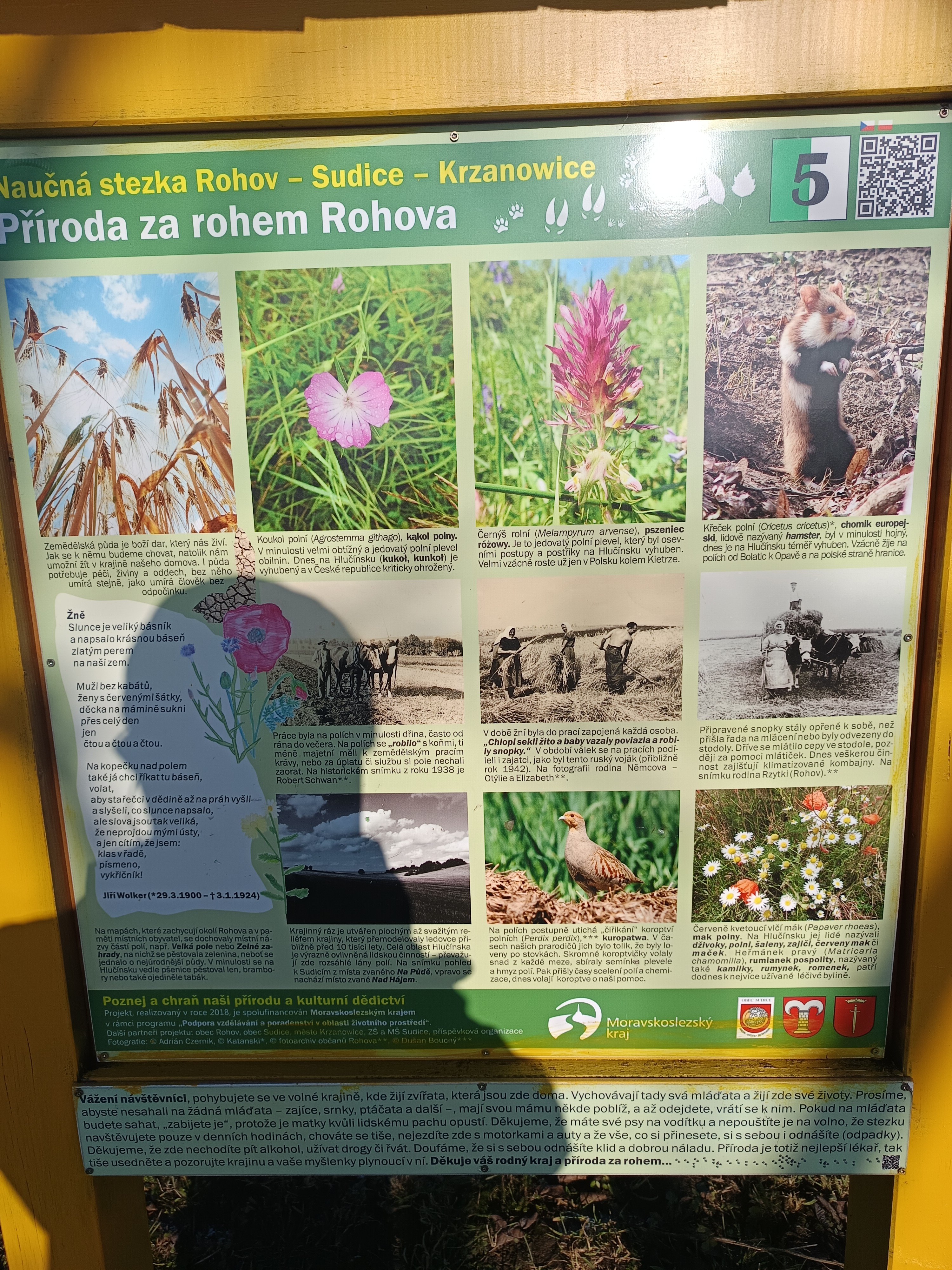
5. zastavení
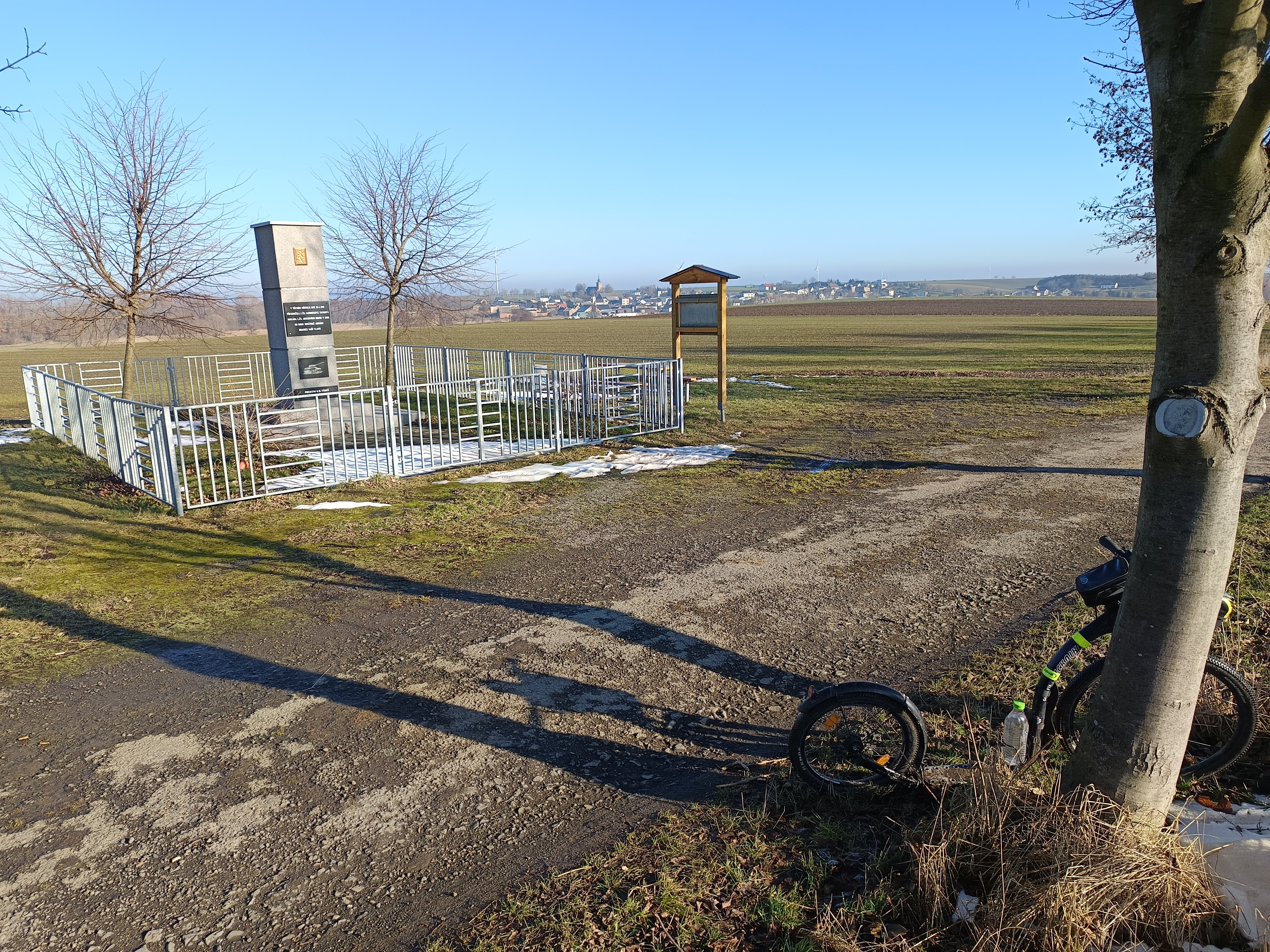
Pomník Československých tankistů a vyhled na polský Pietraszyn